# Tampere Open 1998
Il Tampere Open 1998 è stato un torneo di tennis facente parte della categoria ATP Challenger Series nell'ambito dell'ATP Challenger Series 1998. Il torneo si è giocato a Tampere in Finlandia dal 20 al 26 luglio 1998 su campi in terra rossa.

## Vincitori

### Singolare
Tomáš Zíb ha battuto in finale  Tommi Lenho con il punteggio di 4–6, 6–2, 7–6

### Doppio
Tobias Hildebrand /  Fredrik Loven hanno battuto in finale  Julian Knowle /  Christophe Rochus con il punteggio di 7–6, 1–6, 6–0